# 張明 (弘治進士)
张明（1467年—？），字孔昭，锦衣卫校籍江西南城县人，明朝政治人物。

## 生平
順天府鄉試第十四名舉人。弘治十二年（1499年）中式己未科會試第一百五十六名，二甲第七十名進士。

## 家族
曾祖张均泰；祖张智；父张纲。前母梁氏；母邢氏。慈侍下。兄聪；弟時。